# 降水量
降水量（こうすいりょう）とは、大気から地表に落ちた水（氷を含む）の量。雨や雪を気象台の雨量計や、アメダスなどで観測し、計測する。通常、水に換算した体積を単位面積で除した値を mm (ミリ)単位で表す。

## 概要
雨量計で観測する降水量とは、一定時間の間に雨量計に入った雨・雪・霰・雹などの体積の合計を指す。つまり、降った（物質としての「水 (H2O)」の）量が降水量である。
降水量は0.5mm単位で計測され、10分間降水量、1時間降水量、日降水量などとして発表される。なお、1967年までは0.1 mm単位で計測されていた。

### 降雨量と降雪量
雨の量だけの場合は雨量（降雨量）、雪の量だけの場合は降雪量などとも言う。寒冷地用の雨量計は、ヒーターで雪などを溶かして測定する。
雪に関しては、降った量は降水量として雨量計で観測されるが、積もった量は積雪深として積雪計で観測される。これは、積雪は気温や地表の温度に左右され、また雪と雨では密度が異なるためである。

### 日降水量と24時間降水量
日降水量では、日付を区切りとし、0時01分から24時00分までの24時間の降水量を表す。日降水量では、深夜から未明にかけての集中豪雨など24時をまたぐ降水では2日間に分けられるため、雨の激しさをうまく表せないことがある。これを補うものとして任意の24時間で計算する24時間降水量がある。例えば、静岡では2004年6月30日に静岡地方気象台で観測史上最大の 368 mm の雨量を記録したが、これは日降水量に関する記録である。24時間降水量では1974年に起こった七夕豪雨で、508 mm と日降水量を大幅に上回る記録をもっている。
同様に、最大1時間降水量も任意の1時間の降水量の最大値を表す。24時をまたぐ期間に激しい雨が降った場合、最大1時間降水量が日降水量を上回ることがある。

### 確率降水量
過去の大雨のデータから統計学的に推定して算出した降水量。
ある現象が平均的に何年に1回起こるかを表した値を「再現期間」と言い、ある再現期間に1回起こると考えられる降水量を「確率降水量」と言う。
確率降水量は、学術研究、防災計画、河川計画などにおいて、大雨に関する地域特性を知るための基礎資料として利用されるが、平年値や極値・順位値など、普段発表されている実際の雨量を示す降水量とは質の異なる「統計値」であることに注意が必要である。また、確率降水量の「リスクマップ」は、稀にしか起こらない極端な大雨の強度や頻度を示したもので、災害の強度や頻度を直接示すものではない。

## 降水量と生活
降水量が1時間1 mmとなる水の量とは、1 m2の面積に1 mm、つまり100 [cm]×100 [cm]×0.1 [cm]＝1000 [cm3]＝1 [L]なので、直立した人の上 (50 [cm]×50 [cm])に30分で125 mLの水が降る量である。ニュース番組ではしばしば、「1時間当たりx mm」は「x mm/h」と表記され、単に「xミリ」と読まれる。
天気予報では「晴れ時々雨」や「晴れ一時雨」などの表現が用いられる。日本では「時々」「一時」「のち」は次のように用いられている
- 時々（気象状態）:（気象状態）が断続的に続き、その継続時間が予報期間の1/2未満の場合。
- 一時（気象状態）:（気象状態）が連続的に続き、その継続時間が予報期間の1/4未満の場合。
- のち（気象状態）: 予報期間内の前と後で天気が異なるときで、（気象状態）が後ろになる場合。

## 最多降水量の記録

### 世界
|            | 降水量 [mm] | 観測地点                             | 起日                    |
| ---------- | ----------- | ------------------------------------ | ----------------------- |
| 1分間      | 38          | フランス海外領 グアドループ島        | 1970年11月26日          |
| 8分間      | 126         | ドイツ フュッセン                    | 1920年5月25日           |
| 15分間     | 198         | ジャマイカ プラムポイント            | 1916年5月12日           |
| 20分間     | 206         | ルーマニア クルテヤデアルジェシ      | 1889年7月7日            |
| 42分間     | 305         | アメリカ合衆国 ホルト                | 1947年6月22日           |
| 2時間10分  | 483         | アメリカ合衆国 ロックポート          | 1889年7月18日           |
| 2時間45分  | 559         | アメリカ合衆国 D'Hanis               | 1935年5月31日           |
| 4時間30分  | 782         | アメリカ合衆国 スメスポート          | 1942年7月18日           |
| 9時間      | 1,087       | フランス海外領 レユニオン島 ベローブ | 1964年2月28日           |
| 12時間     | 1,340       | フランス海外領 レユニオン島 ベローブ | 1964年2月28日 - 2月29日 |
| 18時間30分 | 1,689       | フランス海外領 レユニオン島 ベローブ | 1964年2月28日 - 2月29日 |
| 24時間     | 1,825       | フランス海外領 レユニオン島 Foc-Foc  | 1966年1月7日 - 1月8日   |
| 月         | 9,299       | インド メーガーラヤ州 チェラプンジ   | 1861年7月               |
| 年最多     | 26,461      | インド メーガーラヤ州 チェラプンジ   | 1860年8月 - 1861年7月   |
| 年平均最多 | 10,449.3    | インド メーガーラヤ州 チェラプンジ   | 1971年 - 2000年         |
| 年平均最多 | 11,770      | コロンビア ツツンエンド              | 不明                    |
| 年最少     | 0           | チリ アントファガスタ州 アタカマ砂漠 | 不明                    |
| 年平均最少 | 0.5         | エジプト アスワン                    | 1951年 - 1978年         |

### 日本
10分間降水量の記録
| 順位 | 降水量 [mm] | 観測地点                       | 起日          |
| ---- | ----------- | ------------------------------ | ------------- |
| 1位  | 55.0        | 北海道 木古内町（アメダス）    | 2021年11月2日 |
| 2位  | 50.0        | 埼玉県 熊谷市（気象官署）      | 2020年6月6日  |
| 2位  | 50.0        | 新潟県 阿賀町 室谷（アメダス） | 2011年7月26日 |
| 4位  | 49.0        | 高知県 土佐清水市（気象官署）  | 1946年9月13日 |
| 5位  | 40.5        | 宮城県 石巻市（気象官署）      | 1983年7月24日 |
- 順位表は同一地点の複数記載はされていないが、土佐清水市では1953年9月29日に42.4 mm、1944年10月17日にも40.0 mmを記録している。
- 気象庁の管轄以外では、栃木県塩谷町飯岡で2013年7月27日に48 mm、広島県庄原市大戸で2010年7月16日に44 mmを記録している（平成22年7月庄原豪雨）。

1時間降水量の記録
| 順位 | 降水量 [mm] | 観測地点                          | 起日           |
| ---- | ----------- | --------------------------------- | -------------- |
| 1位  | 153         | 千葉県 香取市 （アメダス）        | 1999年10月27日 |
| 1位  | 153         | 長崎県 長崎市 長浦岳 （アメダス） | 1982年7月23日  |
| 3位  | 152         | 沖縄県 多良間村 （アメダス）      | 1988年4月28日  |
| 4位  | 150.0       | 高知県 土佐清水市 （気象官署）    | 1944年10月17日 |
| 4位  | 150.0       | 熊本県 甲佐町 （アメダス）        | 2016年6月21日  |
| 5位  | 149.0       | 高知県 室戸市 室戸岬 （気象官署） | 2006年11月26日 |
- 気象庁の管轄以外では、長崎大水害（1982年7月23日）の際に長与町の町役場で187 mmを記録している。この値は、現在の1時間降水量の日本記録である。また同日には、西海市幸物でも183 mmを記録している。

日降水量の記録
| 順位 | 降水量 [mm] | 観測地点                            | 起日           |
| ---- | ----------- | ----------------------------------- | -------------- |
| 1位  | 922.5       | 神奈川県 箱根町 （アメダス）        | 2019年10月12日 |
| 2位  | 851.5       | 高知県 馬路村 魚梁瀬 （アメダス）   | 2011年7月19日  |
| 3位  | 844         | 奈良県 上北山村 日出岳 （アメダス） | 1982年8月1日   |
| 4位  | 806.0       | 三重県 尾鷲市 （気象官署）          | 1968年9月26日  |
| 5位  | 790         | 香川県 小豆島町 内海 （アメダス）   | 1976年9月11日  |
- 気象庁の管轄以外では、徳島県那賀町海川で2004年8月1日に1317mm（四国電力の観測）を記録している。この値は、現在の日降水量および当時の24時間降水量の日本記録である。それ以前の日本記録も、同じ那賀町の日早で、台風17号によって1976年9月11日に記録した1114mm（24時間降水量は1138mm、四国電力の観測）であり、6日間の総雨量は2781mmに達した。
- 屋久島の屋久島森林生態系保全センターの観測では、ヤクスギランド (標高1000 m)で、2019年5月19日に日降水量1231 mm、5月18日11時-19日11時の24時間に1676 mmを記録した。2日間の総雨量は2333 mmに達した。

その他の24時間降水量の記録
- 気象官署・アメダスによる統計 (800 mm以上) 

  - 1982年7月31日 - 8月1日 奈良県日出岳 922 mm - 昭和57年台風第10号
  - 1997年09月15日 - 16日 宮崎県えびの 812 mm - 平成9年台風第19号
  - 1998年09月24日 - 25日 高知県繁藤 979 mm、高知県後免 862 mm、高知県高知 861.0 mm - 高知豪雨
  - 2004年09月28日 - 29日 三重県尾鷲 800.5 mm - 平成16年台風第21号
  - 2005年09月5日 - 06日 宮崎県神門 934 mm、宮崎県えびの 882 mm - 平成17年台風第14号
  - 2011年07月18日 - 19日 高知県魚梁瀬 867.0 mm - 平成23年台風第6号
  - 2011年09月3日 - 04日 三重県宮川 872.5 mm、三重県御浜 801.0 mm - 平成23年台風第12号
  - 2013年10月15日 - 16日 東京都大島 824.0 mm - 平成25年台風第26号
  - 2014年08月09日 - 10日 高知県魚梁瀬 862.0 mm - 平成26年台風第11号
  - 2019年10月11日 - 12日 神奈川県箱根 942.5 mm - 令和元年東日本台風（台風19号）

月降水量の記録
- 最多（気象官署） 1883.0 mm 三重県尾鷲市 1968年9月
- 最多（アメダス） 2452.0 mm 三重県大台町宮川 2011年9月
  - 区内観測所の記録では、奈良県大台ヶ原山で1938年8月に3514 mmを観測している。

年降水量の記録
- 最多（気象官署） 6294.5 mm 鹿児島県屋久島 1999年
- 最多（アメダス） 8670 mm 宮崎県えびの市 1993年
- 最少（気象官署） 496.5 mm 東京都南鳥島 1995年
- 最少（アメダス） 348 mm 北海道本別町 1984年
  - 屋久島の山岳部では、年降水量が10,000 mmを超えることもしばしばあり、林野庁屋久島森林環境保全センター（現・屋久島森林生態系保全センター）の観測では1999年に淀川登山口 (標高1,380m)において11,720 mmを記録した。